# Tổng Công ty 319, Bộ Quốc phòng
Tổng Công ty 319  trực thuộc Bộ Quốc phòng Việt Nam là doanh nghiệp kinh doanh các lĩnh vực xây dựng dân dụng, công nghiệp; công trình giao thông thủy lợi, rà phá bom mìn; bất động sản,...

## Lịch sử hình thành[3]
Tổng công ty 319 tiền thân là Sư đoàn 319, thành lập ngày 07/03/1979 theo Quyết định số 231/QĐ-QP của Bộ Quốc phòng. Nhiệm vụ được giao khi mới thành lập là lực lượng cơ động, huấn luyện quân dự nhiệm và chiến sĩ mới bổ sung cho các đơn vị làm nhiệm vụ bảo vệ biên giới phía Bắc của Tổ quốc và tăng cường cho các đơn vị trên địa bàn Quân khu 3.
Ngày 26/06/1980 của Bộ Chính trị về Quân đội thực hiện nhiệm vụ xây dựng kinh tế, ngày 27/09/1980, Bộ trưởng Bộ Quốc phòng ra Quyết định số 579/QĐ-QP chuyển nhiệm vụ của Sư đoàn 319 từ lực lượng cơ động, huấn luyện quân sự sang nhiệm vụ xây dựng kinh tế, đổi tên thành Công ty xây dựng 319 với các chức năng thi công xây lắp các công trình công nghiệp, dân dụng, sản xuất và cung cấp sản phẩm công nghiệp phục vụ Quốc phòng và dân dụng.
Ngày 04/03/2010, Bộ trưởng Bộ Quốc phòng ra quyết định số 606/QĐ-BQP chuyển Công ty xây dựng 319 thành Công ty trách nhiệm hữu hạn một thành viên 319 hoạt động theo hình thức Công ty mẹ - Công ty con; với 25 ngành nghề sản xuất, kinh doanh, quy mô hoạt động trên toàn quốc và mở rộng địa bàn sang các nước khu vực Đông Nam Á, Công ty TNHH MTV 319 ngày càng khẳng định được uy tín, vị thế và thương hiệu của mình.
Thực hiện Công văn số 1455/TTg-ĐMDN, ngày 19/08/2011 của Thủ tướng Chính phủ về việc thành lập các Tổng công ty hoạt động theo hình thức Công ty mẹ - Công ty con trên cơ sở tổ chức lại các Công ty TNHH một thành viên thuộc Bộ Quốc phòng.
Ngày 23/08/2011, Bộ trưởng Bộ Quốc phòng đã ký quyết định số 3037/QĐ-BQP thành lập Tổng công ty 319, hoạt động theo hình thức Công ty mẹ - Công ty con trên cơ sở tổ chức lại Công ty TNHH MTV 319; tiếp đó ngày 10/12/2011 Bộ trưởng Bộ Quốc phòng ký quyết định số 4798/QĐ-BQP hợp nhất 7 đơn vị: Xí nghiệp 7, Xí nghiệp 19, Xí nghiệp 359, Xí nghiệp 487, Xí nghiệp Vạn Chánh, Xí nghiệp TK 21, Công ty Sông Hồng thuộc Tổng công ty 319 thành Công ty TNHH một thành viên Duyên Hải trực thuộc Tổng công ty 319.
Bộ trưởng Bộ Quốc phòng ký quyết định 4799/QĐ-BQP điều chuyển Tổng công ty 319 về trực thuộc Bộ Quốc phòng, Công ty TNHH một thành viên Duyên Hải trực thuộc Quân khu 3; Quân ủy Trung ương ra quyết định số 561-QĐ/QUTW ngày 26/12/2011 điều chuyển Đảng bộ Tổng công ty 319 về trực thuộc Quân ủy Trung ương.

## Lãnh đạo
- Chủ tịch Hội đồng Thành viên:  Phan Phú
- Tổng Giám đốc:  Nguyễn Minh Khiêm.[4]

## Tổ chức[5]
- Hội đồng thành viên
- Kiểm soát viên
- Ban Giám đốc Tổng Công ty
- Phòng Kế hoạch
- Phòng Chính trị
- Phòng Hành chính Hậu cần
- Phòng Quản lý Chất lượng Công trình
- Phòng Vật tư - Xe, máy
- Văn phòng
- Phòng Tài chính - Kế toán
- Phòng Tổ chức Lao động
- Phòng Đầu tư Phát triển Hạ tầng và Kinh doanh nhà
- Phòng Thị trường
- Phòng Truyền thông - Tiếp thị
- Phòng Kiểm toán nội bộ
- Ban Tham mưu
- Ban B.O.T
- Ban Bom mìn
- Văn phòng Đại diện tại TP. Hồ Chí Minh

## Các Công ty con
- Công ty Cổ phần Phát triển Hạ tầng 319
- Công ty Cổ phần Đầu tư và Xây dựng 319.2
- Công ty Cổ phần Đầu tư xây dựng 319 Miền Nam
- Công ty Cổ phần 319.5
- Công ty TNHH MTV Xử lý bom mìn, vật nổ 319
- Công ty Cổ phần Đầu tư xây dựng và Kỹ thuật 29
- Công ty Cổ phần 319 Miền Trung
- Công ty TNHH 2TV BOT Quốc lộ 1 CIENCO4 - TCT 319
- Công ty Cổ phần Xây lắp 319
- Công ty Cổ phần Tư vấn, thiết kế và xây dựng 319
- Công ty Cổ phần 319.12
- Công ty Cổ phần Xây dựng và Vật liệu 319
- Công ty Cổ phần Đầu tư Khoáng sản-than Đông Bắc
- Công ty Cổ phần Phát triển Nha Trang

## Các đơn vị thành viên
- Xí nghiệp 9
- Xí nghiệp Xây lắp 10
- Xí nghiệp 11
- Xí nghiệp 296
- Xí nghiệp 319.7
- Xí nghiệp 319.8
- Xí nghiệp 319.9
- Chi nhánh BOT 319 Sông Phan
- Ban Quản lý Các dự án Đầu tư

## Khen thưởng[6]
- 01 Huân chương quân công hạng 3.
- 15 Huân chương chiến công hạng nhất, nhì, ba cho Công ty và các đơn vị thành viên.
- 12 Huân chương lao động hạng nhất, nhì, ba cho Công ty và các đơn vị thành viên.
- 06 Cờ thưởng thi đua của Bộ Quốc phòng.
- 04 Cờ thưởng thi đua của Bộ xây dựng tặng công trình chất lượng cao.
- 20 Cờ thưởng đơn vị dẫn đầu phong trào thi đua của BTL Quân khu 3.
- 05 Cờ thưởng của Trung ương Đoàn thanh niên cộng sản Hồ Chí Minh.
- 50 Huy chương vàng chất lượng cao ngành xây dựng.
- 04 Bằng khen của Thủ tướng Chính phủ.
- 03 Bằng khen của Tổng Liên đoàn Lao động Việt Nam